# Caulotrupis parvus
Caulotrupis parvus Israelson, 1985 é um gorgulho endémico na ilha de Santa Maria, Açores.